# Max Näther
Max Näther (ur. 24 sierpnia 1899 w  Ciepłowodach na Dolnym Śląsku, zm. 8 stycznia 1919 w okolicach Chodzieży) – as lotnictwa niemieckiego Luftstreitkräfte z 26 zwycięstwami w I wojnie światowej. Należał do grona Balloon Busters.

## Życiorys
W końcu 1914 roku 15 letni Max wstąpił do piechoty. Walczył na froncie, był dwukrotnie promowany i ranny. 11 sierpnia 1916 roku został przeniesiony do rezerwy. Tymczasem został odznaczony Krzyżem Żelaznym 1 klasy i 2 klasy oraz uzyskał stopień podporucznika. 
Powrócił do służby w lecie 1917 roku. Wstąpił do lotnictwa i po przejściu podstawowego szkolenia w szkole pilotów w Budapeszcie został skierowany do Fliegerersatz Abteilung Nr. 7 w Brunszwiku, skąd bardzo szybko został skierowany do Jastaschule I w Valenciennes.  31 marca 1918 roku został przydzielony do balonów obserwacyjnych. Po uzyskaniu 8 zwycięstw w wieku niespełna 18 lat został dowódcą eskadry. Obowiązki te pełnił do końca wojny. Uzyskał łącznie 26 pewnych zwycięstw powietrznych, w tym 10 balonów obserwacyjnych. Odniósł ponad połowę ze wszystkich zwycięstw dowodzonej przez siebie jednostki. Był nominowany do Pour le Mérite, ale koniec wojny uniemożliwił mu jego otrzymanie.
Od końca 1918 roku brał udział w walkach przeciwko powstańcom wielkopolskim. Zginął zestrzelony w okolicach Chodzieży przez polską artylerię przeciwlotniczą.

## Odznaczenia
- Królewski Order Rodu Hohenzollernów
- Krzyż Żelazny I Klasy –  1 lutego 1916
- Krzyż Żelazny II Klasy